# Суперата, Сергей Владимирович
Сергей Владимирович Суперата (29 ноября 1962 года, Петропавловск-Камчатский) — советский гребец-байдарочник. Заслуженный мастер спорта СССР (1982).

## Биография
Спортом начал заниматься в Ивано-Франковске в 1975 году. Двукратный чемпион союзной регаты «Дружба» среди юношей.
12-кратный чемпион Советского Союза. Чемпион мира 1981 года (на двух дистанциях), 1982 (на двух), 1989, двукратный серебряный призёр — 1983, двукратный победитель регаты «Дружба» — 1984.
Выпускник исторического факультета Грозненского государственного университета.
В настоящее время — и. о. директора ДЮСШ "Гребной канал «Дон».
Сергей Суперата: Под парусами на дистанции регаты